# Raka
Raka je naselje v Občini Krško. 

## Lega in pomen kraja
Raka je krajevna skupnost z okoli 1900 prebivalci. Leži na hribu, s katerega se odpira pogled, ki seže od Sljemena nad Zagrebom preko brežiške doline in Krškega polja ter celotnih Gorjancev do Novega mesta in Kočevskega Roga. Od glavnih prometnih poti je vas sicer odmaknjena, vendar skozi njo poteka cesta, ki kraj povezuje s Krškim, Sevnico in avtocesto Ljubljana-Zagreb. Za Rako je še vedno značilen agrarni videz, zato tu še vedno najdemo številne pomembne ostanke stare kmečke arhitekture, vinske kleti, zidanice in druga gospodarska poslopja.
Raka je znana po domu cvička, v katerem je ambasada cvička, prva in edina na Dolenjskem, seveda tudi v Sloveniji. To je dom društva vinogradnikov in vinarjev na Raki.
V vasi je osnovna šola, cerkev Sv. Lovrenca, Humekova domačija in mogočni grad Raka - Arch.
Kraji, ki spadajo h Krajevni skupnosti Raka so:Raka, Planina, Koritnica, Jelenik, Celine, Gradišče, Zabukovje, Ardro, Podulce, Cirje, Sela, Površje, Brezje, Dolenja vas, Pristava, Vrh, Vidme, Dolga Raka, Podlipa, Mikote, Dobrava, Smednik, Goli vrh, Gmajna, Ravno, Zaloke, Kržišče, Veliki in Mali Koren. Predsednik KS je leta 2022 postal Rok Bizjak.

## Zgodovina
Vas je bila prvič omenjena leta 1178, naseljena pa je bila že v prazgodovini. Kraj z okolico je bil poseljen tudi v času Rimskega imperija, o čemer pričajo arheološke najdbe. Na Raki so odkrili bogate predzgodovinske najdbe, zlasti številne halštatske gomile. Preko ozemlja raške župnije je šla tudi rimska cesta. Ime kraja Raka se omenja že med leti 1120 in 1130. Takrat naj bi grof Siegfried I. stolnemu kapitlju v Freisingu   podaril neko posest iz svoje  dediščine. Dedoval je tudi posest na Kranjskem. V tej darilni listini se je grof Siegfried I. podpisal kot »comes de Arge = Arch, danes Raka«. Verjetno se je grof Siegfried I. tako poimenoval po gradu   ali utrdbi. Omenjena darilna listina spada v zapuščino freisinške nadškofije in je bila objavljena leta 1890 v Münchnu.
Obnovljen je rimski miljnik pred gradom, ki je v srednjem veku služil kot sramotilni steber. Kasnejša zgodovina je povezana z grajskim poslopjem, župnija na Raki pa je bila ustanovljena leta 1363, ko naj bi tam zgradili tudi prvo cerkveno poslopje. 
Raka naj bi bila v zapisih leta 1616 prvič omenjena tudi kot trg, in sicer ob prodaji deželnoknežjega gospostva Kostanjevica v zasebne roke. Tedaj je bil na Raki tudi prvič izpričan sodnik (des Hannsen Resman Richters zu Arch). Resman je bil leta 1616 med petimi Račani, ki so prosili za podelitev kupnega prava. Raka je po tej prvi omembi kontinuirano dokumentirana kot trško naselje tako v svetnih kot tudi cerkvenih virih, vendar pa nekje nastopa le z lastnim imenom, nekje pa s trškim atributom in zunaj te dogovorne uporabe trškega imena s strani neposredne svetne in cerkvene oblasti ni imela Raka nikjer drugje priznanega statusa trga niti v najohlapnejšem pomenu besede. Po približno 150 letih sta naslov trga in krajevnega “rihtarja” skoraj sočasno tudi izginila.
Med drugo svetovno vojno je bila v gradu postojanka nemške vojske. Po vojni je bil grad razdejan in opustošen zaradi bojev na tem območju. Leta 1948 so se v gradu naselile iz svojih dosedanjih postojank pregnane sestre usmiljenke. Leta 1998 so sestre usmiljenke zapustile grad, ki je prišel v last Občine Krško, ki ga je leta 2014 prodala na javni dražbi zasebnemu lastniku, ki bo grad obnovil.
Leta 1941 so nemške sile izselile večino prebivalcev v Nemčijo razen 11 družin. V izpraznjene domove so se naselili Kočevarji in tudi nekaj Hrvatov. Pred osvoboditvijo so Kočevarji uničili večino vinogradov, živino in nekaj poslopij.

## Grad Raka
Grad Raka velja za enega najstarejših srednjeveških gradov v Sloveniji, ki pa se ni ohranil v celoti. Danes na njegovem mestu stoji veliko enonadstropno poslopje z renesančnimi dvoriščnimi arkadami. Leta 1515 so ga uporni kmetje izropali in požgali. O tem kmečkem puntu pa je v Slavi vojvodine Kranjske pisal tudi Valvasor, ki je med drugim omenil tudi razdejanje in požig gradu na Raki. Lastniki gradu so se večkrat menjavali, pomembni so bili zlasti baroni Hallerji von Hallersteini, ki so mu tako, da je grad postal eden najlepših in najbogatejših na podeželju Kranjske. Med letoma 1784 in 1825 je s svojo navzočnostjo Franc Karl baron Haller von Hallerstein rešil stari grad pred propadanjem in mu dal povsem novo in polepšano obliko. Grad je bil leta 2015 temeljito obnovljen ter je namenjen muzejski dejavnosti in lokalnim prireditvam s strani Občine Krško.
Grad hrani preko 3.500 umetnin in starin iz obdobja renesanse, baroka, empirja biedermeierja... in se ponaša z največjo zbirko avtentičnega pohištva oziroma interiera v Sloveniji.
Ogled z organiziranem vodenjem je možen po vnaprejšnjem dogovoru za večje skupine.

## Sprehajalna pot okoli gradu Raka
Leta 2021 je Občina Krško uredila sprehajalno okoli gradu. Pot se začne pri gradu, nadaljuje se preko grajskega jezera in nemškega vojaškega kopališča ter zaključi po strmem vstopu od struge potoka pri sramotilnem stebru. Pot je opremljena s smerokazi in predstavitvenimi tablami.

## Kheysellov vrtni stolp in pristava pri gradu Raka
Leta 1627 je Mark Kheysell postavil vrtni stolp, ki se trenutno obnavlja in dograduje skupaj z grajsko pristavo, kjer bo kasneje postavljena vinarna. Novi lastnik prihaja iz Ukrajine.

## Župnijska cerkev Sv. Lovrenca
Prednica sedanje župnijske cerkve je bila manjša gotska cerkev, ki so jo podrli in leta 1770 začeli z gradnjo sedanje mogočne stavbe, ki je bila posvečena leta 1804. Cerkev je začel zidati v baročnem stilu ljubljanski stavbenik Lovrenc Prager, delo pa je nadaljeval njegov sin Ignac, ki je v klasicističnem duhu poznega 18. stoletja poenostavil nekatere detajle. Popolnoma opremili so cerkev šele v drugi polovici 19. stoletja. Poleg glavnega oltarja sv. Lovrenca so v cerkvi še stranski oltarji Device Marije Kraljice, trpečega Jezusa (ecce homo), sv. Ane in sv. Antona puščavnika. Omeniti velja še lepo poznobaročno prižnico. Župnijska cerkev sv. Lovrenca je danes poznobaročna cerkev z dvema zvonikoma, ki je bila zgrajena leta 1795 z bogato donacijo takratnega graščaka.
Najbolj dragocena umetnina pa je kakovostna baročna orgelska omara. Raške orgle so bile prenesene iz opuščene samostanske cerkve v Kostanjevici na Krki. Naredil jih je leta 1742 orglarski mojster Janeček iz Celja. Te orgle so služile do leta 1910, ko je podjetje bratov Mayer iz Feldkirchna na Predarlskem naredilo nove, pnevmatične orgle in jih postavilo v stare omare. Te orgle so bile v uporabi nekako do leta 2000. Leta 2007 je restavratorski zavod RS obnovil notranjost cerkve in popolnoma obnovil tudi orgle ter restavriral baročno orgelsko omaro. Zunanjost cerkve je bila obnovljena leta 2009, zunanjost župnišča pa leta 2012. Leta 2018 sa Občina Krško in KS Raka obnovila mrliško vežico, kjer je sliko je v sgraffito tehniki naredil sodoben slovenski akademski slikar Lojze Čemaža.
Med leti 1992-2021 je župnijo Raka vodil župnik Franc Levičar, od leta 2023 pa župnik Silvester Fabjan.

## Cvičkov hram
Cvičkov hram  kateremu je ZDVD nadela častni naziv Ambasada cvička je grajen iz dveh delov: spodnji kletni del je zidan, v njem so trije prostori: klet, prostor s 70 sedeži za goste in sanitarije. Gornji del je grajen iz hrastovih brun in je sodobnejša oblika nekdanjega hrama iz 18. stoletja, urejen je po vzorcu tradicije takratnih vinogradnikov – imenovanih gorniki, ki so preurejali svoje hrame v bivalne prostore. Tako ima hram tri prostore: izbo s krušno pečjo, kamro s posteljo in prostor za kletarsko opremo, ki so jo uporabljali takratni vinogradniki. 
Izhajali so iz zgodovine in vinogradniške tradicije, ki ima na Raki korenine, ki sežejo v leto 1580, kjer je Andrej Recelj – Vikar na Raki prevajal Gorske bukve. 
Bile so prvi pravni spis v slovenskem jeziku. Vsebovale so predpise, za tedanje vinogradnike - imenovane gornike o vzgoji vinske trte.

## Raška Ć'bula
Račani so bili včasih znani predvsem po raški č’buli, zato so jih tudi imenovali čebularji. Raško čebulo je prvi pridelal dedek Melanije Trump (Knavs). Novodobna rdečkasta raška č’bula je velika, bolj ploščate kot okrogle oblike, spodnji koreninski sistem je v primerjavi s ptujsko rdečo ali belokranjsko bolj poudarjen. Uvršča se med polpekoče in pekoče čebule. Zelo dobro tudi prezimi, zato se v mrzlih dneh še omili pekoč okus. kali, pa tudi prezimi, zato se v mrzlih dneh še omili pekoč okus. Ob močnem okusu pa je zaradi hitrega razpuščanja na olju zelo primerna za kuho.
Ljubitelji praženega krompirja so jo pred leti uporabili tudi na svojem svetovnem festivalu.

## Gozdna železnica
Na Raki sta  Andrej in Peter Humek postavila malo gozdno železnico v dolžini 405 metrov in ima dvojne tire, tako da lahko po njej vozijo vlaki različnih velikosti.

## Osnovna šola Raka
Občina Krško v letu 2011 zaključila s prizidavo in rekonstrukcijo osnovne šole na Raki in novogradnjo vrtca.

## Turistično društvo Lovrenc Raka
Na Raki že vrsto let deluje turistično društvo, ki organizira različne sejme, prireditve, obisk gradu, tradicionalno košnjo trave, potovanja, žegnanje konj ter vodi projekt "Najlepša urejena domačija".
TD Raka izdaja glasilo Č'bular, ki izhaja tri krat v letu. Predsednik društva je Alojz Kerin.

## Raški dnevi
Prvi teden avgusta se v atriju gradu Raka odvija osrednja slovesnost v počastitev krajevnega praznika ter nadaljuje s prireditvami (cvičkarija, gasilska veselica, zbor starodobnikov) do konca tedna.
Na slovesnosti se podelijo priznanja zaslužnim krajanov in proglasi najlepše urejen objekt v KS Raka.

## Zidanice in gostišča na Raki
Veliko ponudbe zidanic lahko najdemo na Raki in okolici.
Najbolj znane so: zidanica Krošelj, Zidanica Pečarič, zidanica Kralj in zidanica Češnovar.
Na Raki sta dva gostišča: Gostilna Tratnik in gostilna Silvester s ponudbo domače hrane in tradicionalnih raških jedi.

## Projekt najboljše z Rake
Projekt je zasnovan od spodaj navzgor, glede na potrebe in pobude prebivalcev. Splošni cilj projekta je »Dvigniti dodano vrednost lokalnim proizvodom in storitvam«. V okviru tega je poseben poudarek namenjen vzpodbujanju lokalne pridelave hrane, povezovanju in sodelovanju ponudnikov lokalnih pridelovalcev čebule in drugih pridelkov in izdelkov, ponudnikov turističnih in gostinskih storitev. V projektu je zasnovan tudi plan naložb v ureditev razstavnega prostora in prostora za delavnice za izvajanje kulinaričnih delavnic z namenom medgeneracijskega druženja. Oblikovana bo tudi kolektivna blagovna znamka »Najboljše z Rake«, s katero bo dosežena večja turistična in kulinarična razpoznavnost kraja.

## Ostale cerkve v KS Raka
Na bližnjih gričih so sledeče cerkvice: Sv. Neža na Vrhu pri Površju, Sv. Marjeta v Podulcah, Sv. Peter v Koritnici in Sv. Lenart na Ravnem.
Sv. Lenart na Ravnem 
Cerkev je bila zgrajena verjetno v 17. stoletju. Stoji na gričku tik ob avtocesti. Prav tukaj je šla že rimska cesta. Cerkev z večstoletno lipo je zelo slikovita. Glavni oltar sv. Lenarta je iz leta 1888 (gotovo je bil nekoč tam starejši oltar).  Stranska oltarja sv. Martina in sv. Antona puščavnika sta najbrž tudi iz 17. stoletja. Križev pot v cerkvi iz leta 1803 je bil menda nekoč na Raki. Žegnanje je drugo nedeljo v novembru (navadno je to Martinova nedelja). 
Sv. Neža na Vrhu
Cerkev stoji na samem na samotnem gričku izven vasi. Zgrajena je bila verjetno sredi 17. stoletja. Zvonik je bil dozidan kasneje. Glavni oltar, posvečen sv. Neži, ima letnico 1758. Stranska oltarja sta posvečena sv. Florijanu in neki svetnici mučenki. Žegnanje je na belo nedeljo (prvo po veliki noči); maša s procesijo pa je še na god sv. Marka (25. 4.) 
Sv. Peter v Koritnici
Cerkev stoji ob cesti Raka – Studenec. Verjetno je bila cerkev prvotno gotska, kasneje pa barokizirana. Ima samo en oltar iz leta 1660. Stari kip sv. Petra je shranjen v župnišču. Žegnanje je na nedeljo po godu sv. Petra (29. 6.). 
Sv. Marjeta v Podulcah
Cerkev stoji zunaj vasi nad potokom Račna na strmem zemeljskem pomolu. Prezbiterij je stara romanska polkrožna apsida (morda še iz 14. stoletja).  Cerkev je bila kasneje barokizirana. Leta 1839 so prizidali zvonik. Oltar je v cerkvi samo eden. Domnevno je bila v davni preteklosti tukaj stara naselbina. Žegnanje je navadno na nedeljo po godu sv. Marjete (20. 7.) 

## Čebelarstvo in sadjarstvo na Raki
Čebelarstvo na Raki ima dolgo tradicijo, katere pomemben del je prav bil Martin Humek. V njegovo čast in spomin se ob tej priložnosti pri domačiji Humek vsako leto položi venec.
Danes v kraju deluje tudi Čebelarsko društvo, ki med drugim pripravlja izobraževalne krožke in tako znanje prenaša na mlajše generacije.

## Osebnosti
Na Raki je proti koncu 16. stoletja živel in deloval vikar Andrej Recelj (Rezl), ki je leta 1582 iz nemščine v slovenščino prevedel Gorske bukve, ta njegov prevod pa velja za najstarejši ohranjeni pravni dokument v slovenskem jeziku.
To je zapis prava, veljavnega v vinskih goricah (gorah). Je prvi slovenski uradni zapis prava, ki ureja odnose med gorniki in tistimi, ki so obdelovali gorniške vinograde. Zapisane so tudi ustrezne kazni za kršilce teh predpisov. Posebnost tega prava je bila, da prevzemniki vinogradniških parcel, ki so jih zainteresiranim ne glede na rod ali družbeni položaj dali zemljiški gospodi, niso bili podložniki. Šlo je namreč za enakopravno skupnost sogovornikov, medsebojne zadeve pa so urejali na podlagi določil že prej omenjenega gorskega prava, ki je določalo tudi stroge kazni za kršitelje, od denarnih, plačila kazni z vinom, izgube vinograda do zelo neprizanesljivih, kot je rezanje ušes. Tako so na primer zaznamovali tistega, ki je v vinogradu kradel grozdje. Gre za eno najstarejših slovenskih besedil, zakonik pa je bil v veljavi celih 306 let.
Na Rako je pred 150 leti med počitnicami zahajal kot dijak in študent slovenski pisatelj Ivan Tavčar k svojemu stricu, župniku na Raki, Antonu Tavčarju, ki je na Raki tudi pokopan. Tavčar omenja »sončno Rako« kot enega najlepših krajev na Slovenskem v svoji povesti Otok in struga. Zapisal je, da je najlepša slovenska vas, saj nam ponuja čudovit razgled na vse strani.
Župnijo Raka je med leti 1992-2021 vodil župnik Franc Levičar, urednik Raškega zvona, ki je veliko prispeval k razvoju in prepoznavnosti kraja.
Na Raki se je rodila Amalija Knavs, mati manekenke, oblikovalke in bivše prve dame ZDA Melanije Trump (Knavs).